# Кашина Таворела (Комо)
Кашина Таворела је насеље у Италији у округу Комо, региону Ломбардија.
Према процени из 2011. у насељу је живело 18 становника. Насеље се налази на надморској висини од 394 м.